# Aline Danioth
Aline Danioth (ur. 12 marca 1998 w Andermatt) – szwajcarska narciarka alpejska, mistrzyni świata oraz wielokrotna medalistka mistrzostw świata juniorów i igrzysk olimpijskich młodzieży.

## Kariera
Po raz pierwszy na arenie międzynarodowej Aline Danioth pojawiła się 26 listopada 2014 roku w Davos, gdzie w zawodach FIS Race zajęła 38. miejsce w supergigancie. W styczniu 2015 roku wystartowała na mistrzostwach świata juniorów w Hafjell, gdzie jej najlepszym wynikiem było siódme miejsce w slalomie. Parę dni wcześniej wystąpiła na olimpijskim festiwalu młodzieży Europy w Malbun, gdzie zdobyła brązowy medal w tej samej konkurencji. W lutym 2016 roku wystartowała igrzyskach olimpijskich młodzieży w Lillehammer, gdzie zdobyła cztery medale. Danioth zwyciężyła tam w superkombinacji i slalomie, a w supergigancie i gigancie była trzecia. W marcu tego samego roku zdobyła złoty medal w superkombinacji podczas mistrzostw świata juniorów w Soczi. Na mistrzostwach świata juniorów w Davos zwyciężyła w superkombinacji i zawodach drużynowych, a w slalomie zajęła trzecie miejsce.
W zawodach Pucharu Świata zadebiutowała 20 grudnia 2015 roku w Courchevel, gdzie nie zakwalifikowała się do drugiego przejazdu w gigancie. Pierwsze pucharowe punkty zdobyła 28 grudnia 2017 roku w Lienzu, zajmując 19. miejsce w slalomie.
W 2019 roku wspólnie z Wendy Holdener, Danielem Yule i Ramonem Zenhäusernem zdobyła złoty medal w zawodach drużynowych podczas mistrzostw świata w Åre.

## Osiągnięcia

### Igrzyska olimpijskie
| Miejsce | Dzień    | Rok  | Miejscowość | Konkurencja | Czas biegu | Strata | Zwyciężczyni |
| ------- | -------- | ---- | ----------- | ----------- | ---------- | ------ | ------------ |
| 10.     | 9 lutego | 2022 | Pekin       | Slalom      | 1:44,98    | +1,66  | Petra Vlhová |

### Mistrzostwa świata
| Miejsce | Dzień     | Rok  | Miejscowość | Konkurencja | Czas biegu | Strata | Zwyciężczyni     |
| ------- | --------- | ---- | ----------- | ----------- | ---------- | ------ | ---------------- |
| 1.      | 12 lutego | 2019 | Åre         | Drużynowo   | -          | -      | -                |
| 15.     | 16 lutego | 2019 | Åre         | Slalom      | 1:57,05    | +5,17  | Mikaela Shiffrin |

### Mistrzostwa świata juniorów
| Miejsce | Dzień       | Rok  | Miejscowość  | Konkurencja     | Czas biegu | Strata | Zwyciężczyni        |
| ------- | ----------- | ---- | ------------ | --------------- | ---------- | ------ | ------------------- |
| 20.     | 7 marca     | 2015 | Hafjell      | Gigant          | 2:25,14    | +2,51  | Nina Ortlieb        |
| 7.      | 9 marca     | 2015 | Hafjell      | Slalom          | 1:43,54    | +1,41  | Paula Moltzan       |
| 4.      | 29 lutego   | 2016 | Soczi        | Supergigant     | 1:10,48    | +0,36  | Nina Ortlieb        |
| 1.      | 1 marca     | 2016 | Soczi        | Superkombinacja | 1:59,32    | -      | -                   |
| 4.      | 2 marca     | 2016 | Soczi        | Gigant          | 2:12,39    | +0,72  | Jasmina Suter       |
| 4.      | 5 marca     | 2016 | Soczi        | Slalom          | 1:37,41    | +2,94  | Elisabeth Willibald |
| 4.      | 30 stycznia | 2018 | Davos        | Gigant          | 1:39,66    | +1,09  | Julia Scheib        |
| 3.      | 31 stycznia | 2018 | Davos        | Slalom          | 1:46,51    | +1,25  | Meta Hrovat         |
| 1.      | 3 lutego    | 2018 | Davos        | Drużynowo       | -          | -      | -                   |
| DNF     | 4 lutego    | 2018 | Davos        | Supergigant     | 1:12,22    | -      | Kajsa Vickhoff Lie  |
| 1.      | 5 lutego    | 2018 | Davos        | Superkombinacja | 2:03,41    | -      | -                   |
| 23.     | 19 lutego   | 2019 | Val di Fassa | Gigant          | 1:54,99    | +3,59  | Alice Robinson      |
| 2.      | 20 lutego   | 2019 | Val di Fassa | Slalom          | 1:47,70    | +0,89  | Meta Hrovat         |

### Igrzyska olimpijskie młodzieży
| Miejsce | Dzień     | Rok  | Miejscowość | Konkurencja     | Czas biegu | Strata | Zwyciężczyni     |
| ------- | --------- | ---- | ----------- | --------------- | ---------- | ------ | ---------------- |
| 3.      | 13 lutego | 2016 | Lillehammer | Supergigant     | 1:11,93    | +0,76  | Nadine Fest      |
| 1.      | 14 lutego | 2016 | Lillehammer | Superkombinacja | 1:55,74    | -      | -                |
| 3.      | 16 lutego | 2016 | Lillehammer | Gigant          | 2:33,28    | +0,67  | Mélanie Meillard |
| 1.      | 18 lutego | 2016 | Lillehammer | Slalom          | 1:43,21    | -      | -                |

### Puchar Świata

#### Miejsca w klasyfikacji generalnej
- sezon 2015/2016: -
- sezon 2016/2017: -
- sezon 2017/2018: 81.
- sezon 2018/2019: 55.
- sezon 2019/2020: 39.
- sezon 2021/2022: 96.

#### Miejsca na podium w zawodach
Danioth nie stawała na podium zawodów PŚ.